# Tenma de Pegaso
 Tenma  (天馬星座の星矢?) es un personaje ficticio que aparece en los mangas oficiales de Next Dimension y The Lost Canvas, ambos emplazados en la Guerra Santa que ocurrió en el siglo XVIII, que, sin embargo, no están en continuidad entre ellos, siendo historias diferentes en el mismo escenario. Este es el anterior caballero de bronce perteneciente a la constelación de Pegaso, antes de Seiya de Pegaso. Como se puede adivinar por el prólogo de Next Dimension y por los sucesos de The Lost Canvas, Tenma no es otro que Seiya en su vida anterior, así como también el Caballero de Pegaso anterior.

## Apariencia

### Next Dimension
Al igual que su predecesor, es igual a Seiya de Pegaso. Cuando no porta su Cloth, lleva ropa de la época del siglo XVIII, un traje plomo y unas botas de caballero. Cuando porta su Cloth, es similar a la versión que Seiya utilizó en la saga de Hades.

### Lost Canvas
Tenma es de cabello café, ojos marrones rojizos. Según su mejor amigo, es de alta estatura cuando es Caballero y de baja cuando era un niño.

## Personalidad
Su personalidad tanto en Next Dimension como en Lost Canvas es de carácter ofensivo. Su mayor deseo es liberar el cuerpo de su mejor amigo Alone que es poseído por Hades. Busca proteger a los demás, queriendo volverse más fuerte para lograrlo. Es un chico alegre pero muy impulsivo al momento de pelear.

## Biografía

### Next Dimension
Tenma es un joven de origen italiano oriental físicamente muy similar a su sucesor Seiya. Se crio junto con su amigo Alone y fue entrenado por el caballero de plata Suikyo de Copa (que más tarde se convertiría en un Espectro de Hades, uno de los tres jueces del infierno). Este le da la armadura de Pegaso, después de haberlo entrenado en secreto durante algunos años. Después de eso, se marchó.
En un campo de flores situado en una ladera salpicada de ruinas antiguas, Tenma intenta bloquear a Shion y Dohko, quienes vinieron a matar a Alone (cuerpo escogido por Hades) antes de que el espíritu de Hades renaciera dentro de su cuerpo. Después de una pequeña pelea entre Tenma y los dos caballeros dorados, Tenma y Alone suben a su caballo Pegaso. En su huida, uno de los paquetes que llevaba el caballo se cae revelando que contiene la armadura de Pegaso. Tenma se da cuenta de que falta uno de los paquetes que tenía su caballo, así que decide volver solo. En el campo de flores, Tenma vuelve a pelear con Dohko de Libra, pero es vencido fácilmente. Cuando intenta regresar donde está Alone, se da cuenta de que Pandora se lo ha llevado y es atacado por unos Soldados Esqueleto. Dohko y Shion lo salvan. Después de una pequeña conversación sobre Suikyō son atacados por Vermeer de Grifo. Dohko y Shion se percatan de su presencia, pero debido a los efectos de la barrera de Hades son derrotados fácilmente. Justo cuando iban a ser eliminados aparece el Espectro de Garuda. Ellos reconocen su voz como la de su antigua amistad, Suikyo. 
A punto de ser eliminados por estos, son llamados por Pandora y solo queda un esqueleto para eliminarlos. Pero aparece el caballo Pegaso para salvarlos, y al hacerlo deja caer la Cloth de Crateris, que Dohko y Shion usan para curar sus heridas. Al Tenma beber el agua ve en el reflejo su futuro, a Seiya de Pegaso en una silla de ruedas. Varios días después aparece Shun en el santuario, por lo que después de una corta pelea, Shijima les advierte acerca de la traición, y deciden dirigirse al Templo de Aries. Shion aparece en escena, diciéndoles que no los dejará pasar, pero finalmente accede cuando aparece Suikyo. Shun y Tenma llegan al Templo de Tauro, pero este hace lo mismo al sentir la presencia de cuatro espectros, y después Suikyo. Al llegar a la Casa de Géminis deciden separarse. Tenma toma el camino de la izquierda, pero al entrar se encuentra con el verdadero caballero de Géminis, Abel. Este utiliza su Otra Dimensión, pero es rescatado por Shun, quien decide regresar a rescatar a Tenma. Abel ataca de nuevo, pero es interrumpido por Suikyo. Este último les replica que huyan al templo de Cáncer si no quieren morir.

### The Lost Canvas
Al inicio de la historia, Tenma es un huérfano japonés que vive con Alone en Italia. Tenma porta el Cloth de Pegaso, cuyo primer portador logró golpear a Hades en la era mitológica. Su técnicas son Pegasus Ryūsei Ken y Pegasus Suisei Ken.
Durante una enorme tormenta, Tenma decide salir a desviar las aguas que amenazan con inundar el orfanato donde vive. Sin darse cuenta utiliza el cosmos al destruir una roca y logra salvar su hogar. Dohko de Libra, quien estaba cerca de ahí, lo ve y, sorprendido por su habilidad, decide llevarlo al santuario para entrenarlo. Un día tras el entrenamiento, Tenma ve una niña, quien resulta ser su amiga de la infancia, Sasha. Mientras conversan son atacados por Raimi de Gusano, quien vence a Tenma, pero son salvados por Shion de Aries, gracias a quien también se da cuenta de que Sasha es la reencarnación de la diosa Atenea. Tras dos años de entrenamiento, Tenma logra conseguir el Cloth de Pegaso y convertirse en un santo de bronce.
Poco después, es enviado junto con Shion y Dohko a su pueblo, pero llegan ahí al mismo tiempo que Hades despierta en Alone. Al ver el pueblo en llamas, Tenma corre a su antiguo orfanato, donde es atacado por Flegias de Licaón, contra quien descarga toda su ira, venciéndolo. Continuando por el pueblo, Tenma se encuentra con Alone, quien le revela que él es Hades y lo mata utilizando su pintura. Su cuerpo es rescatado por Yato de Unicornio y Yuzuriha y lo llevan donde está el maestro de Jamir, quien tiene un plan. Debido a la pulsera que le hizo Sasha, Tenma no muere y despierta en el Yomutsu y es capturado por Fyodor de Mandrágora. Es rescatado por Yato y Yuzuriha, y esta última les informa que su maestro les dio otra misión.
Es liberado gracias a la ayuda de Yato y Yuzuriha. Juntos tienen la misión de recolectar 108 frutos del único árbol con vida en el inframundo, pero Tenma es interrumpido por Asmita de Virgo, que en su lucha le revela que es el legendario santo de Pegaso, que hirió el cuerpo de Hades. Tenma, ante la desesperación de volver a ver a Sasha, lográ despertar por un instante el séptimo sentido destruyendo la proyección lanzada por Asmita. Regresando a Jamir, Asimta dona su sangre para reparar la Cloth de Pegaso y sacrifica su cosmos para activar el Rosario que ha de encerrar las 108 almas de los espectros. Ahora Tenma es transportando junto al rosario al Santuario para hacerle frente a Alone. Nada puede hacer frente al Dios. Pero la oportuna intervención del Patriarca Sage le salva la vida, ahuyentando a Hades con los Sellos de Atenea. Alone se va recordándole que la próxima vez que se encuentren será la última. Así pasan tres días reconstruyendo el santuario por el ataque de Hades y entrenando. Cuando es salvado de unos asesinos enviados por Pandora, quien está preocupada por el posible vínculo aun existente entre Tenma y Alone, enviando a Wimber de Murciélago y a Cube de Dullahan para eliminarlo, pero gracias al sacrificio del santo Aldebarán de Tauro son derrotados, pero Aldebarán pierde la vida. Más tarde, Tenma intenta huir del Santuario porque se echa la culpa de la muerte de Aldebarán y se encuentra con Manigoldo de Cáncer, quien se burla de su debilidad. Manigoldo lo somete y lo encierra en la prisión de piedra de Cabo Sunion para que no escape del Santuario, pero es liberado por Yato y Yuzuriha como plan de su maestro Hakurei de Altar. 
Tras esto, Tenma se dirige al mismísimo Castillo de Hades, pero primero pasan por el bosque de la muerte creado por el dios de la muerte Thanatos, donde de ve envuelto en varias ilusiones que son sembradas por Verónica de Druj Nazu, siendo salvado en el último instante por el mismo Manigoldo. Entonces aparece Degel de Acuario y le aconseja ir a la Isla Kanon si quiere volverse fuerte. Cuando llega a la isla se encuentra con el demonio que habitaba el volcán, pidiéndole que lo tome como discípulo. Tras un durísimo entrenamiento, Tenma logró detener la erupción del volcán, aunque cayó inconsciente. Cuando recobró el sentido, al ver de vuelta la caja de su armadura, Tenma estalla de alegría al ver que logró salvar al pueblo. Más tarde es enviado al Himalaya con el Orichalco. Llega con Sísifo justo a tiempo antes de que Aiacos destruya el barco que los llevará al Lost Canvas. Tras que Sísifo derrotase a Aiacos, lucha contra el mismísimo Hades hasta la llegada de Athena, cuando iban a liberar a Alone de Hades, llega Pandora y le salva, luegon suben al Lost Canvas. Ya en el Lost Canvas es confrontado por Pharaoh de Esfinge para que pesara su corazón, pero termina siendo Sísifo quien lo hiciera. Después de que Sísifo, Shion y Régulo usan la Exclamación de Atenea para destruir la puerta del Lost Canvas, se prepara para ir con Atenea al encuentro final con Hades dentro del Lost Canvas. Se revela que su padre es Youma de Mefistófeles, un Espectro a las órdenes de Hades, y también que asesinó a su madre. Youma decide utilizar su Marvelous Room, pero del portal sale Aspros cargando a Dohko. El primero le ordena a Touma que vaya a enfrentar a Alone, que él se encargará del espectro. Después de la derrota de Youma, una pequeña esfera del rosario de las 108 cuencas aparece enfrente de Tenma, la cual contiene las almas de su madre sosteniendo el cuerpo sin vida de Youma, pero con una sonrisa en el rostro. Después se revela que el que sostenía la esfera era Alone, y revela que él ya conocía los planes de Youma desde el principio, y sabía que sus esfuerzos eran inútiles. 
En ese mismo instante llega Atenea, por lo que junto a Tenma deciden atacar a Alone. Después de una corta batalla, las almas de los muertos de la habitación en la que se encuentran empiezan a apilarse, de manera tal que sacan la Armadura de Hades. Tenma se deja atacar por Alone y le hace recordar que él siempre estará a su lado. Mientras tanto, Dohko y Shion están a un lado sabiendo que todo esta en manos de Tenma pues ellos no están a la altura de Hades. Tras esto aparecen las almas de los 12 caballeros dorados, los cuales utilizan el poder del sol infundido en sus armaduras para atacara a Alone, con lo cual logran liberarlo del alma de Hades, con el precio de dejar a Alone con serias quemaduras. Pero este lo único que hace es retarles a ir al Noveno Templo Maligno: Plutón. Tras la retirada de Shion y Dohko, Tenma, Alone y Atenea se dirigen a Plutón, la única casa maldita que se encuentra en el espacio dimensional, fuera del infierno. Ahí deciden enfrentar a Hades y utilizando el collar de flores sellan finalmente el alma de Hades en la caja de Pandora, muriendo en el proceso junto a Atenea y Alone. Al final, Dohko y Shion sobreviven.

## Técnicas especiales
- Meteoro de Pegaso
- Cometa de Pegaso
- Cometa de Pegaso Big Bang.